# 일본 전역
일본 전역(日本戰役, Japan Campaign)은 영어권에서는 일본 본토 내부 그리고 그 주위에서 벌어진 연합군과 일본 제국군의 충돌을 의미한다. 나치 독일과는 달리 일본은 본토 침공이 이루어지지는 않았지만, 연합군은 일본 본토와 근해에서 일본 도시를 폭격하고, 일본 해군을 궤멸시키기 위해 주력했다. 때때로 소련군의 슘슈 섬 전투나 쿠릴 열도 상륙 작전, 남사할린 침공도 이 전역에 포함된다. 일본 전역은 공식적으로는 1944년 6월부터 1945년 8월까지 이어졌지만, 연합군의 일본 본토 공습 기간과 소련군의 사할린 섬과 쿠릴 열도 공격 기간까지 합치면 그 기간은 1942년 4월 18일부터 1945년 9월 1일까지로 확장된다. 이 전역은 태평양 전쟁의 마지막 싸움이었다.

## 공중전
일본 본토 공습을 통한 주기적인 공습이 있었으며, 이것은 1942년 4월 18일 둘리틀 공습이 그 시작이었다. 1944년 후반 이러한 공습은 일본군 주요 도시와 도쿄에 대한 폭격으로 이어졌으며 1945년 일본이 항복할 때까지 주요 도시에 대한 공습도 계속되었다.

## 연합군의 승리
1945년 초기 두 개의 주요한 섬 전투가 있었다. 이 두 전투로 일본군 뿐만아니라 연합군도 큰 피해를 입었다.
- 이오지마 전투: 1945년 2월-3월
- 오키나와 전투: 1945년 6월

2개의 주요한 해전 또한 벌어졌는데 이로써 연합군은 완전한 승리를 얻을 수 있었다.
- 천호 작전: 1945년 4월 17일
- 도쿄만 해전: 1945년 7월 22일 -23일

가장 중요한 것은 일본 본토에 대한 엄청난 규모의 공습이 가해졌던 것인데, 나열하면 다음과 같다.
- 미팅하우스 작전
- 히로시마·나가사키 원자폭탄 투하
- 고베 공습
- 나고야 공습

연합군의 전함들 또한 일본의 주요 도시들을 포격하였으며 이는 1945년 7월부터 8월까지 이어졌다. 이러한 다양한 공습은 일본의 산업 구조와 대부분의 일본 민간인들에 큰 피해를 입혔으며, 곡사포와 항공기 같은 일본의 무기 대부분도 잃게 되었다. 그러나 미군은 수백 대의 폭격기를 잃었을 뿐 일본의 피해에 비해서는 그 손실이 미미했다. 이러한 손실 대부분은 일본의 대공포와 방공 무기 때문에 발생한 것이었다. 이오지마와 오키나와에서의 전투는 일본 본토에서의 전투가 어떠한 양상으로 진행될 것인지 보여주는 것이었다. 연합군은 일본군의 피해가 극심했음에도 불구하고 자국 군인들의 피해도 심각했고, 이러한 이유 중 하나는 두 섬에서 모두 일본군이 항복을 거부했기 때문이다.
한편 텐고 작전과 같은 일본 해군의 자살 공격은 연합군이 기아 작전을 시행하여 일본 해군이 연합군 해군을 공격하는 것을 미리 방지했다. 이것은 1945년 7월 도쿄 만에서의 수상함 간 전투로 더욱 치열해졌다.

## 종결

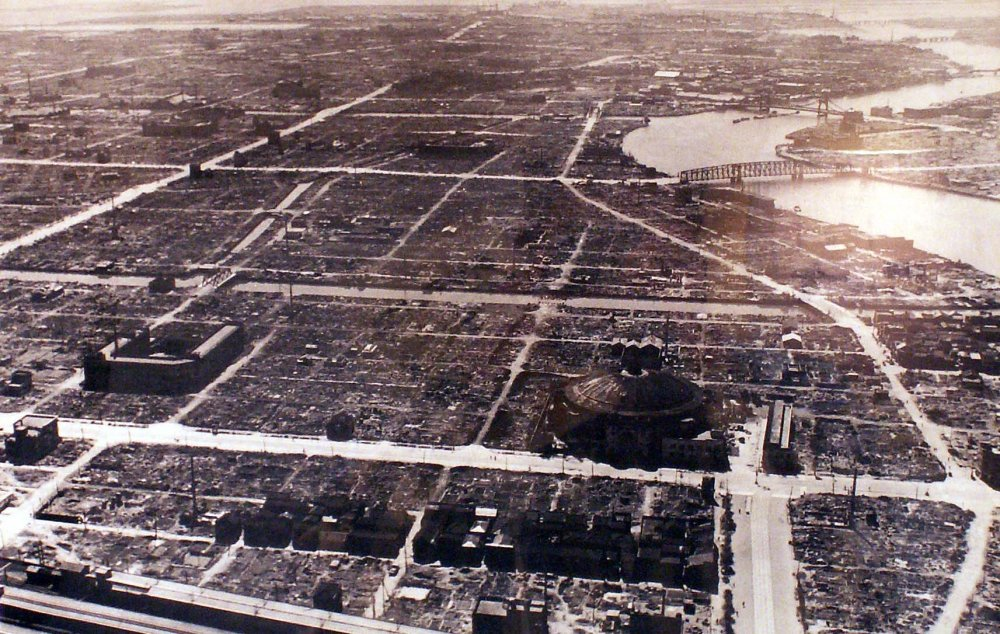
1945년 도쿄 대공습 이후의 도쿄.

일본의 항복으로 태평양 전쟁, 제2차 세계 대전이 모두 끝나게 되었다. 이는 히로시마와 나가사키에 원자폭탄을 투하한 것이 가장 큰 원인이 되었다. 일본의 본토 공습에 수 만명의 민간인이 사망했음에도 불구하고 일본 정부는 항복하기를 거부하며 옥쇄할 각오가 되어 있었다. 일본 정부는 연합군의 본토 침공 작전인 몰락 작전에 철저히 준비해 오키나와와 이오지마에서의 전투처럼 강력히 저항하려고 했다. 일본 전역은 연합군의 침공 이후 일본 본토에 공군과 해군이 연합군을 지원하는 방식으로 진행될 예정이었다. 일본군은 여전히 본토에 200만 명이나 되는 군대를 보유하고 있었으며, 연합군의 침공을 좌절시킬 무기와 가용병력도 풍부했다. 만약 일본군과 연합군 사이에 전투가 벌어진다면 일본 본토 내에서 700만 명의 일본 군인 및 민간인과 50만 명이나 되는 미군 사상자가 발생할 것이라고 전망했다. 히로시마와 나가사키의 원폭 투하는 이러한 일본 본토 침공을 저지함으로써 사상자를 훨씬 줄이는 결과를 낳았다.
한편 소련군 또한 원폭 투하 이후 일본군에 대한 공격을 개시했다. 이들의 진격 방향은 만주를 통과하여 한반도로 진출하는 것과 사할린을 거쳐 쿠릴 열도를 공격한 후 홋카이도를 침공하는 것이었다. 이들은 9월 1일까지 쿠릴 열도를 점령하는 데 성공했지만 홋카이도 침공은 일본의 항복 및 몰락 작전의 미실행으로 좌절되었다.

## 같이 보기
- 만주 전략공세작전 - 소련의 일본군 공격
- 일본의 항복
- 대일 전승 기념일
- 일본의 전쟁 범죄
- 연합군 점령하의 일본
- 전략폭격작전

## 서지
- Drea, Edward J. (1998). 《In the Service of the Emperor: Essays on the Imperial Japanese Army》. Nebraska: University of Nebraska Press. ISBN 0-8032-1708-0.